# Edmond Canaple
François-Dominique-Edmond Canaple (19 novembre 1797, Marseille - 20 juin 1876, Marseille), est un homme politique français.

## Biographie
Edmond Canaple  est le fils de Jean-François Esprit Canaple, commissionnaire, négociant et fabricant de savon, et de Thérèse Suzanne Camille Strafforello (sœur de Barthélémy Thomas Strafforello), Edmond Canaple fait ses études au collège de Juilly, puis suit la carrière du commerce, se consacrant à l'industrie et au négoce du savon, et ne tarde pas à conquérir dans sa ville natale une importante situation. Juge au tribunal de commerce de 1845 à 1856, il en devient président en 1845 et est réélu en 1848, 1851 et 1853. 
Conseiller municipal de Marseille et conseiller général des Bouches-du-Rhône, Canaple est élu, en outre, comme candidat du gouvernement, le 7 janvier 1855, député de la 1re circonscription de ce département. 
Il siège dans la majorité impérialiste et fait partie de plusieurs commissions, mais n'aborde pas la tribune. Il est réélu, le 22 juin 1857, et continue de voter avec la majorité.

## Sources
- « Edmond Canaple », dans Adolphe Robert et Gaston Cougny, Dictionnaire des parlementaires français, Edgar Bourloton, 1889-1891 [détail de l’édition]